# ۳۸۶۶ لانگلی
سیارک ۳۸۶۶ (به انگلیسی: 3866 Langley، نامگذاری:1988BH4) سه هزار و هشتصد و شصت و ششمین سیارک کشف شده‌است که در ۲۰ ژانویه ۱۹۸۸ کشف شد.
قدر مطلق سیارک برابر ۵۲.۹ است.